# عبدل أباد (نظر أباد)
عبدل أباد هي قرية في مقاطعة نظر أباد، إيران. عدد سكان هذه القرية هو 126 في سنة 2006.